# Buffalo Bills 2005
La stagione 2004 dei Buffalo Bills è stata la 36ª della franchigia nella National Football League, la 46ª incluse quelle nell'American Football League. Nella seconda stagione sotto la direzione del capo-allenatore Mike Mularkey la squadra ebbe un record di 5 vittorie e 11 sconfitte, piazzandosi terza nella AFC East e mancando i playoff per il sesto anno consecutivo.
Drew Bledsoe, che era stato il quarterback della squadra dal 2002 al 2004, fu svincolato dopo la stagione 2004 per fare partire come titolare J.P. Losman. Fu la seconda volta nella carriera di Bledsoe che fu lasciato cambiare squadra per fare spazio a un quarterback più giovane. Quando in seguito firmò per i Dallas Cowboys espresse risentimento verso la mossa dei Bills, affermando: "non vedo l'ora di andare a casa e vestire i miei bambini con piccole stelle e di sbarazzarmi di tutta la roba di Buffalo"

## Roster
| Roster dei Buffalo Bills nel 2004 |
| --- |
| Quarterback - 10 Kelly Holcomb - 7 J.P. Losman Running Back - 35 Joe Burns - 46 Brad Cieslak TE - 25 Lionel Gates - 21 Willis McGahee - 31 Daimon Shelton FB - 20 Shaud Williams Wide Receiver - 89 Sam Aiken - 83 Lee Evans - 80 Eric Moulds - 11 Roscoe Parrish KR/PR - 82 Josh Reed - 19 Jonathan Smith Tight End - 84 Mark Campbell - 87 Tim Euhus - 88 Ryan Neufeld Offensive Linemen - 66 Bennie Anderson G - 69 Mike Gandy T - 73 Justin Geisinger G - 76 Greg Jerman G - 79 Dylan McFarland T - 71 Jason Peters T - 75 Duke Preston C - 70 Trey Teague C - 58 Chris Villarrial G - 68 Mike Williams T Defensive Linemen - 95 Sam Adams DT - 77 Tim Anderson DT - 97 Justin Bannan DE - 92 Ryan Denney DE - 99 Jason Jefferson DT - 90 Chris Kelsay DE - 94 Aaron Schobel DE Linebacker - 55 Angelo Crowell MLB - 50 Liam Ezekiel OLB - 59 London Fletcher MLB - 53 Mario Haggan OLB - 96 Jeff Posey OLB - 57 Josh Stamer OLB Defensive Back - 26 Rashad Baker FS - 22 Nate Clements CB - 33 Jabari Greer CB - 29 Eric King CB - 42 Jim Leonhard SS - 24 Terrence McGee CB - 36 Lawyer Milloy SS - 28 Kevin Thomas CB - 23 Troy Vincent FS - 37 George Wilson SS - 27 Coy Wire SS Special Team - 9 Rian Lindell K - 8 Brian Moorman P - 46 Mike Schneck LS Lista delle riserve - 98 Ron Edwards DE (IR) - 85 Kevin Everett TE (IR) - 51 Takeo Spikes MLB (IR) - -- LaDaris Vann WR (IR) Squadra di allenamento - 67 LaWaylon Brown DT - 60 Jasen Esposito OL - 44 Jon Goldsberry FB - 39 Rob Lee CB |
| Legenda - I rookie sono in corsivo. - Il primo ruolo è il principale mentre gli eventuali successivi indicano i ruoli secondari. - (IR) sta per Injured Reserve ed indica la lista ristretta per un solo giocatore infortunato che può tornare ad allenarsi dopo la settimana 6 e a rientrare in prima squadra dopo che questa ha giocato 8 partite. - (NF-Inj.) / (NF-Ill.) stanno rispettivamente per Non-Football Injured e Non-Football Illness ed indicano le liste dove viene inserito un giocatore che ha un infortunio o una malattia non dipendente dal football americano. - (PUP) sta per Physically Unable to Perform ed indica la lista dove viene inserito un giocatore mentre è in attesa di recuperare la condizione fisica. Nella stagione regolare dopo la sesta partita giocata dalla propria squadra, il giocatore ha tempo tre settimane per riprendere ad allenarsi, più tre settimane aggiuntive dal suo rientro agli allenamenti per rientrare in prima squadra. |

Fonte:

## Calendario
| Stagione regolare |                    |                                     |                    |                    |                    |
| Turno             | Data               | Avversario                          | Risultato          | Pubblico           | Record             |
| 1                 | 11 settembre 2005  | Houston Texans                      | V 22–7             | 1–0                | 71,781             |
| 2                 | 18 settembre 2005  | at Tampa Bay Buccaneers             | S 19–3             | 1–1                | 64,777             |
| 3                 | 25 settembre 2005  | Atlanta Falcons                     | S 24–16            | 1–2                | 72,032             |
| 4                 | 2 ottobre 2005     | at New Orleans Saints (San Antonio) | S 19–7             | 1–3                | 58,688             |
| 5                 | 9 ottobre 2005     | Miami Dolphins                      | V 20–14            | 2–3                | 72,160             |
| 6                 | 16 ottobre 2005    | New York Jets                       | V 27–17            | 3–3                | 72,045             |
| 7                 | 23 ottobre 2005    | at Oakland Raiders                  | S 38–17            | 3–4                | 42,779             |
| 8                 | 30 ottobre 2005    | at New England Patriots             | S 21–16            | 3–5                | 68,756             |
| 9                 | Settimana di pausa | Settimana di pausa                  | Settimana di pausa | Settimana di pausa | Settimana di pausa |
| 10                | 13 novembre 2005   | Kansas City Chiefs                  | V 14–3             | 4–5                | 72,093             |
| 11                | 20 novembre 2005   | at San Diego Chargers               | S 48–10            | 4–6                | 65,602             |
| 12                | 27 novembre 2005   | Carolina Panthers                   | S 13–9             | 4–7                | 71,440             |
| 13                | 4 dicembre 2005    | at Miami Dolphins                   | S 24–23            | 4–8                | 72,051             |
| 14                | 11 dicembre 2005   | New England Patriots                | S 35–7             | 4–9                | 71,810             |
| 15                | 17 dicembre 2005   | Denver Broncos                      | S 28–17            | 4–10               | 71,887             |
| 16                | 24 dicembre 2005   | at Cincinnati Bengals               | V 37–27            | 5–10               | 65,485             |
| 17                | 1º gennaio 2006    | at New York Jets                    | S 30–26            | 5–11               | 76,822             |

## Classifiche
| AFC East                 |    |    |   |      |     |      |     |     |     |
|                          | V  | S  | P | %    | DIV | CONF | PF  | PS  | STR |
| (4) New England Patriots | 10 | 6  | 0 | .625 | 5–1 | 7–5  | 379 | 338 | S1  |
| Miami Dolphins           | 9  | 7  | 0 | .563 | 3–3 | 7–5  | 318 | 317 | V6  |
| Buffalo Bills            | 5  | 11 | 0 | .313 | 2–4 | 5–7  | 271 | 367 | S1  |
| New York Jets            | 4  | 12 | 0 | .250 | 2–4 | 3–9  | 240 | 355 | V1  |